# Mentiroso (canción)
"Mentiroso" es el primer sencillo lanzado internacionalmente por el cantautor español Enrique Iglesias de su cuarto álbum completamente en español, Quizás (2002). Fue lanzado el 22 de julio de 2002 (ver 2002 en la música).

## Información de la canción
El tema fue escrito por Cheín García-Alonso y Enrique Iglesias. Fue lanzado en las radios estadounidenses el 22 de julio de 2002  en dos versiones, balada y mariachi, siendo la primera vez que un sencillo de Iglesias se lanza con mariachi.

## Rendimiento en listas
La pista debutó en la lista Billboard Hot Latin Tracks de Estados Unidos en el número 6 el 10 de agosto de 2002, y subió al número 1 seis semanas después, pasando una semana en la cima. El sencillo pasó 13 semanas entre los 10 primeros.
| Lista (2002)                             | Máxima posición |
| ---------------------------------------- | --------------- |
| Hot Latin Tracks                         | 1               |
| Billboard Latin Pop Airplay              | 1               |
| Billboard Latin Regional Mexican Airplay | 6               |
| Billboard Latin Tropical/Salsa Airplay   | 4               |
| Bubbling Under Hot 100 Singles           | 5               |